# 貝萊爾鎮區 (愛荷華州阿珀努斯縣)
貝萊爾鎮區（英語：Bellair Township）是位於美國愛荷華州阿珀努斯縣的一個行政鎮區。

## 地方資料
根據2010年美國人口普查的數據，貝萊爾鎮區的面積為62.20平方千米，當中陸地面積為62.00平方千米，而水域面積為0.20平方千米。當地共有人口554人，而人口密度為每平方千米8.91人。